# Kelet-afrikai árok

A Kelet-afrikai árok térképe

A Kelet-afrikai árok óriási geológiai képződmény, amely Délnyugat-Ázsiában Szíria északi részétől a Szír–Jordán-árok, az Akabai-öböl és a Vörös-tenger mélyén a kelet-afrikai Mozambikig húzódik. Az árokrendszert John Walter Gregory felfedező nyomán Nagy-hasadékvölgynek is nevezik.

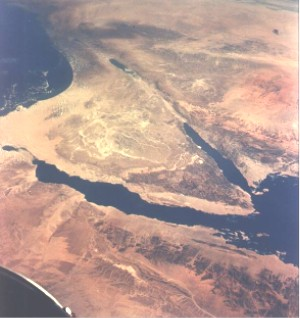
A Nagy-hasadékvölgy északi része, középen a Sínai-félsziget, tőle északkeletre a Holt-tenger és a Jordán folyó völgye

## Kialakulása
Az árkot az afrikai és ázsiai földkéreglemezek távolodása, az úgynevezett riftesedés hozta létre. Ennek okai a köpenyáramlások: a Föld köpenyének környezeténél melegebb és ezért feláramló, képlékeny anyaga a kontinentális litoszféra alján szétterül, és a litoszféralemez darabjait kétfelé vonszolja. Hatására a kontinens kettéhasad, részei eltávolodnak. A Kelet-afrikai árok az Afrikai-lemez (Núbiai-lemez) feldarabolódását jelzi: Kelet-Afrika eltávolodik a kontinens többi részétől. A hasadékképződés Etiópia északi Afar régiójában kezdődött mintegy 30–35 millió éve, és 2,5–5 centiméter/év sebességgel halad délnek, Zimbabwe felé. Kelet-Afrika 15 millió éve kezdett elsodródni az afrikai tömbtől. Ha ez a jelenlegi tempóban folytatódik, néhány millió év múlva a teljes hasadékrendszer tengerfenékké válik: Afrika nagyobb része marad Núbiai-lemez, keleti részéből pedig az Indiai-óceán szigeteként létrejön a Szomáliai-lemez. 
Ez a kontinens egyetlen tektonikailag aktív része. A litoszféra a hasadék közepén 100 kilométerről már 20 kilométerre vékonyodott. A folyamat nem egyenletes: a feszítő erők hossza hatására a kőzetek időnként eltörnek, és eltávolodnak egymástól: ennek jelei a törések helyein kipattanó földrengések és a felszínig követhető, nem ritkán több méter szélesre nyíló repedések. Egy ilyen földrengés pusztította el 2024 márciusának végén a Nairobi–Narok autópálya egy szakaszát.

## Felépítése
A völgy szélessége 30–100 kilométer, mélysége néhány száz méter és több ezer méter között változó. Északi része két ágra válik; a kettő között terül el a Viktória-tó. Az árokrendszer középvonalában hosszú, keskeny és mély tavak sorakoznak, mint:
- Tanganyika-tó,
- Malawi-tó.

Az északi és az északkeleti ág vizei a csapadék eltérő mennyisége miatt drasztikusan különböznek: az északi ágat mély, lefolyásos és édesvizű, az északkeleti ág közepét sekély, lefolyástalan és sós vizű tavak töltik ki. Utóbbiak tipikus példái:
- Turkana-tó (korábbi nevén: Rudolf-tó),
- Nátron-tó.

Az északi és déli rész korkülönbségének jeleként az árok afrikai szakaszának északi része mély, kétoldalt magasföldek határolják. Erős a vulkáni tevékenység; itt van Afrika valamennyi működő vulkánja, egyebek közt:
- a Kilimandzsáró,
- a Kenya-hegy,
- a Karisimbi,
- a Nyiragongo,
- a Meru,
- az Elgon-hegy,
- a tanzániai Kráterhegyvidék.

Az Ol Doinyo Lengai, a Föld egyetlen karbonatitos (nátrium-karbonátos lávát ontó) vulkánja.
Az északkeleti ág ismét kettéágazva, Eritreán, illetve Dzsibutin át éri el a Vörös-tengert, ahol az északkeleti ág északnak fordul, a keleti ág pedig az Ádeni-öblön áa éri el az Indiai-óceánt. A Vörös-tenger és az Akabai-öböl az árok azon része, amelyben a szétnyíló hasadékot már elöntötte a tenger. A Közel-Keleten az északkeleti ág folytatása Eilaton túl a Szír–Jordán-árok a Jordán folyóval, a Holt-tengerrel és a Tiberiás-tóval. A tenger továbbnyomulását északon és délen is dombsor gátolja, amin túl mélyföldek következnek:
- Ázsia legalacsonyabb része a Holt tenger felszíne (-420 m),
- Afrika legalacsonyabb pontja (-110 m) pedig a Danakil-mélyföldön van.[3]

Az északkeleti ág kelet-afrikai szakasza Gregory-árok néven is ismert; ez a név John Walter Gregory (1864–1932) geológus emlékét őrzi. etióp szakaszán sorakoznak a sós vizű Galla-tavak:
- Ziwai-tó,
- Shala-tó,
- Abaya-tó,
- Chamo-tó és
- Csev-Bahir-tó (Chew Bahir) — utóbbi nagy része már Dél-Szudánban van, déli csücske pedig Kenyában.[3]

A Csev-Bahir volt Teleki Sámuel Afrika-expedíciójának legészakibb pontja 1888-ban. A magyar kutató a tavat Rudolf koronaherceg feleségéről, Stefánia belga királyi hercegnőről Stefánia-tónak nevezte el, a közelben fekvő, ma is nagy Turkana-tavat pedig Rudolf-tónak. A századfordulóra a Csev-Bahir nagyrészt kiszáradt, maradéka pedig elmocsarasodott; maga a Csev-Bahi név a déli része helyén maradt sós síkságra utal.
Az (északkeleti) árok a Kenya Turkana és Marsabit megyéi között húzódó Turkana-tóval folytatódik, peremén az Aberdare-hegységgel és a Ngong-dombsággal. A tó déli részéről fiatal bazaltfolyások leválasztották a Suguta-völgyet, amit Kelet-Afrika legnehezebben megközelíthető vidékének tartanak. a Suguta egy kis maradványtavat táplál; ez az erősen sós vizű, lefolyástalan Logipi, amit a Baringo-tó és a Bogoria-tó követ. Ettől tovább délnek haladva az északkeleti ág eljelentéktelenedik, és az északi ággal egyesülésének helyéig nehezen kövezhető.
Az Albert-hasadék néven ismert északi ág az északkeletit eljelentéktelenítő harántvetőig követhető egyértelműen. Legészakibb tava az Albert-tó (Mobutu-tó); ebből ered a Fehér-Nílus Albert-Nílus néven ismert ága amely az északi ág folytatásában folyik. Dél felé az Edward-tó (Idi Amin Dada-tó) következik; az ebből eredő Semliki-folyó táplálja az Albert-tavat. Legdélibb tava a Kivu-tó.
A két ág a Malawi-tó (Nyasza-tó) északi csücskénél olvad össze; ez a hasadék legdélibb tava.
Délen az árok viszonylag lapos, és a vulkánosság sem jellemző. A földrengések ritkábbak. Az 580 km hosszú tótól délre a hasadék átszeli a Zomba-fennsíkot, majd apránként ellaposodva, a Zambézi alsó folyásának táján megszűnik.